# Музей белорусского народного искусства в Раубичах
Музей белорусского народного искусства — филиал Национального художественного музея Республики Беларусь, разместившийся в бывшем Крестогорском костёле, построенном в 1862 году. Сейчас это место расположено на территории олимпийского спортивного комплекса «Раубичи» в 20 км от Минска.

## История

### Крестогорский костёл
Письменные памятники, сохранившиеся до наших дней, рассказывают легенду создания храма. По легенде, причиной строительства первого храма (1650 год) было возникновение местного образа иконы Божьей Матери Млекопитательницы, которая защитила местного шляхтича Лукаша Халяву во время грозы.
Со времени количество верующих увеличивалось, и возникла потребность в более просторном храме. В 1858 году епископ минский, ксёндз Войткевич торжественно освятил фундамент будущей святыни, а к 1862 году строительство нового каменного костёла было окончено. С 1866 года храм освятили в православную Успенскую церковь, которая действовала до начала 30-х годов XX века.
Позднее здание серьёзно пострадало, и пришло в запустение.

### Создание музея
Идея создания Музея белорусского народного искусства в здании разрушенного Крестогорского костёла принадлежала заместителю директора по науке Государственного художественного музея БССР И. Н. Паньшиной и старшему научному сотруднику отдела декоративно-прикладного искусства Т. И. Стёпиной. Концепцию реставрации и размещения экспозиции в культовом здании поддержала директор Государственного художественного музея Елена Васильевна Аладова. Первоначально было решено снести сохранившиеся фундамент и стены, так как на тот момент потери здания составляли свыше 80 %. Только письмо Е. В. Аладовой на имя П. М. Машерова, а также личное вмешательство руководителя БССР помешали полному уничтожению Крестогорского костёла.
Группу реставраторов возглавила архитектор Л. В. Павлова. По проекту заслуженного архитектора БССР В. Н. Аладова к основному объёму костёльного здания со стороны апсиды был добавлен прямоугольный в плане объём, где разместились дополнительные выставочные площади и бытовые помещения.

## Экспозиция
Экспозиция музея представлена традиционным народным искусством XVI — начала XX века и с произведениями современных мастеров, работающих в наиболее распространённых видах народного искусства: ткачестве, гончарстве, резьбе и росписи по дереву, плетении из соломы и лозы.
В экспозиции представлены традиционные костюмы конца XIX — начала XX в., полотенца и декоративные ткани XX века из разных регионов Беларуси.
Рядом с традиционной бытовой утварью экспонируются царские врата конца XVIII — начала XX века, выполненные в технике соломоплетения. В Республике Беларусь сохранилось только три подобных артефакта. Аналогов в мире не существует.
Белорусские мастера внесли значительный вклад в историю искусства резьбы по дереву. «Белорусская резь» упоминается в документах XVII века, когда в Московском государстве при «Палате резных и столярных дел» стали работать белорусские резчики, украшая резьбой иконостасы в Измайлове, Донском и Новодевичьем монастыре, выполняя резные работы в Коломенском дворце. Современное искусство резьбы по дереву представлено работами известных в республике самодеятельных резчиков — А. Ф. Пупко, В. В. Ольшевского, К. К. Козелко, продолжающих традиции белорусской резьбы.
В экспозиции представлены произведения сельских мастеров, работавших по заказу односельчан из д. Негневичи, Заболотье, Межевичи и создавших резные царские врата и скульптуру XVIII — начала XX века. В них при различии творческих манер сохраняются общие черты, свойственные всем произведениям народных мастеров.
Гончарные изделия в коллекции музея относятся к XX веку. Горшки и макитры для приготовления пищи, миски для еды, кувшины и кринки для молока, «гляки» и «слоики» для хранения продуктов, свистульки и глиняные игрушки мастера украшали самыми простыми способами, известными всем гончарам мира: обваркой, томлением, росписью по терракотовой поверхности, покрытием глазурью. Бытовая гончарная утварь белорусов почти не имеет росписи.
Особую группу памятников в экспозиции составляют изделия Ивенецкой фабрики, которая из небольшой кустарной артели превратилась в ведущий центр художественного гончарства в Беларуси. В музее представлены работы одного из создателей артели в Ивенце — В. Ф. Куликовского, И. М. Молчановича, М. М. Зверко, А. В. Прокоповича, работающих в традициях старой ивенецкой керамики и возрождающих забытое искусство изготовления фигурных сосудов в виде баранов, медведей, зубров.